# 24 Pułk Artylerii Lekkiej

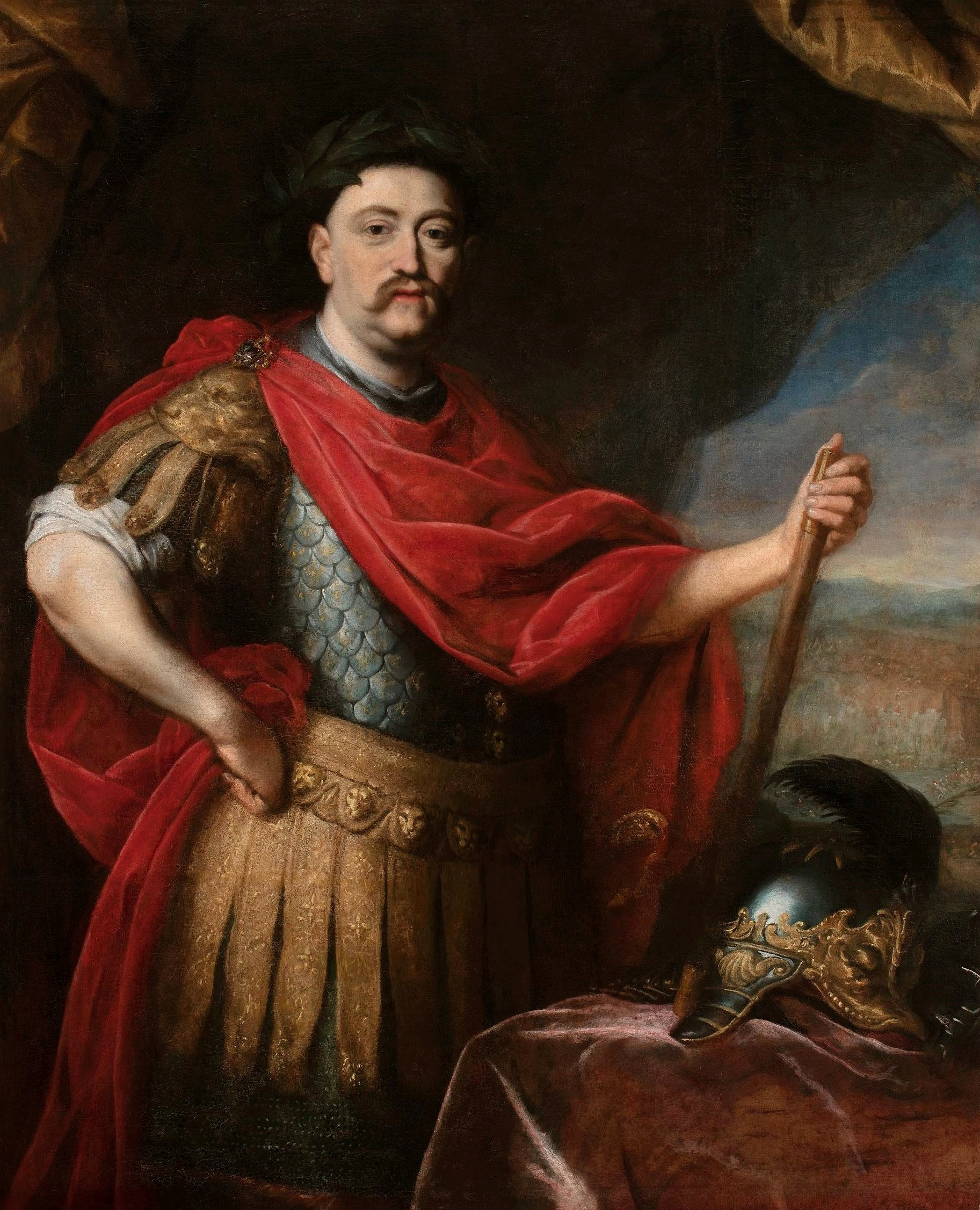
Król Jan III Sobieski

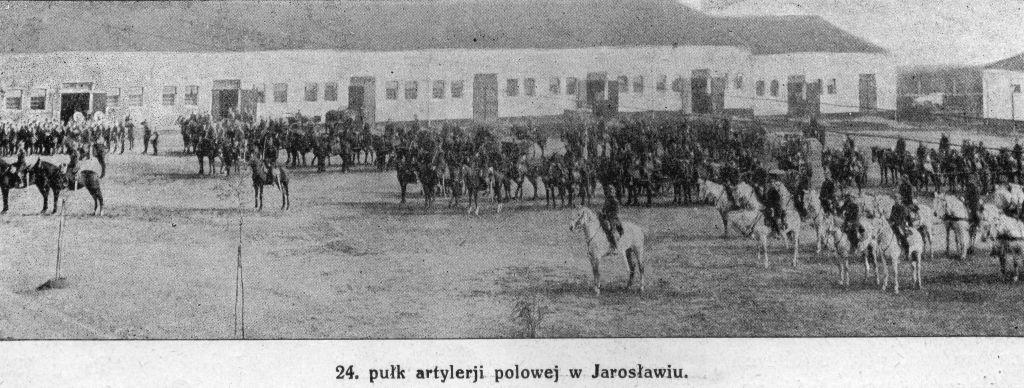

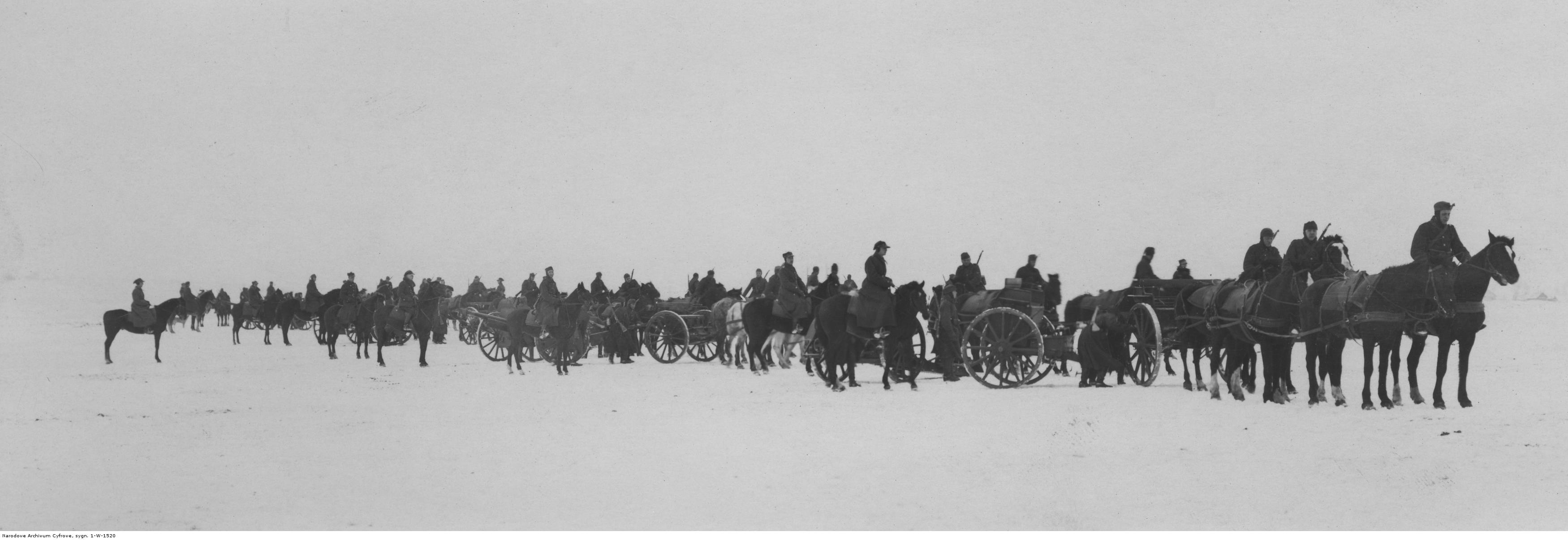
Ćwiczenia 24 pal w Jarosławiu – obsługa zaprzodkowuje 75 mm armaty polowe Schneider wz. 1897.

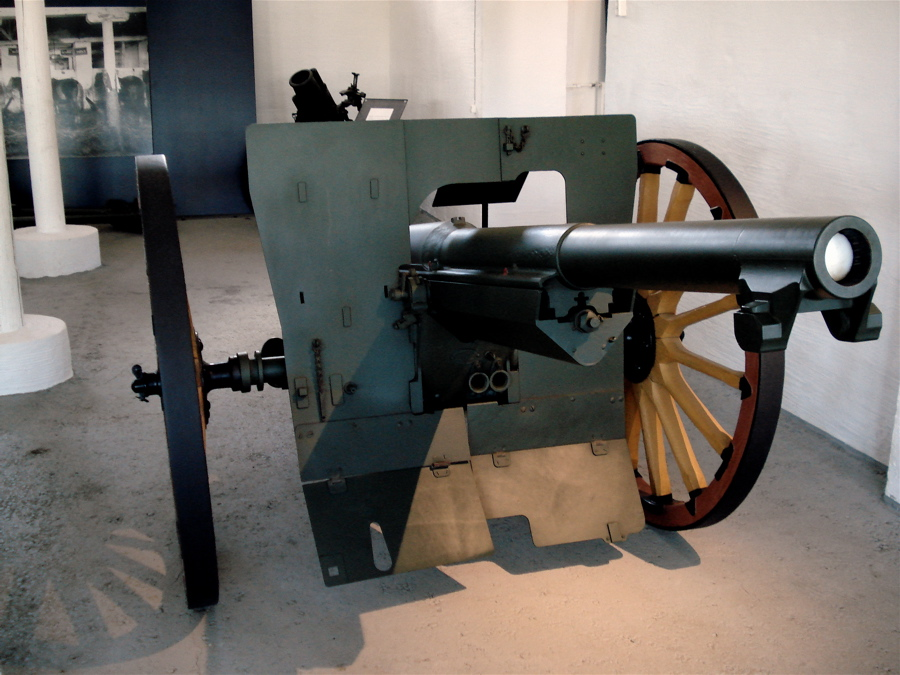
75 mm armata wz. 1897

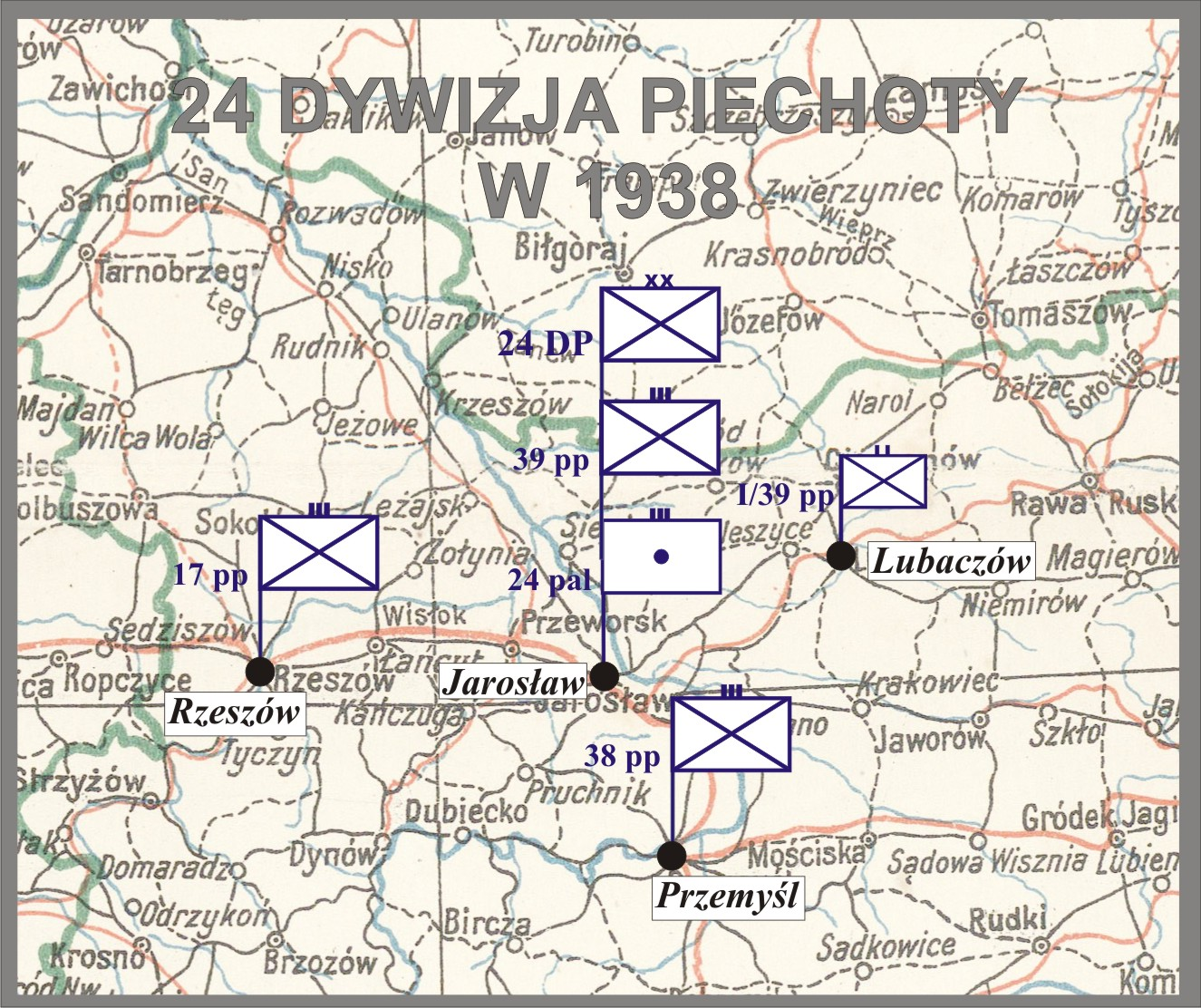
24 DP w 1938

24 Pułk Artylerii Lekkiej im. Króla Jana III Sobieskiego (24 pal) – oddział artylerii lekkiej Wojska Polskiego II RP.
Utworzony w 1921, w okresie międzywojennym wchodził w skład 24 Dywizji Piechoty i stacjonował w garnizonie Jarosław.
W kampanii wrześniowej przeszedł szlak bojowy od Wojnicza do Lwowa. Walczył pod Zgłobicami i Zbylitowską Górą, Łodzinką Dolną, Niżankowicami, Jawornikiem Ruskim, Boguszówką, Boratyczami, Husakowem, Mużyłowicami Kolonią, Rzęsną Ruską oraz Hołoskiem, przebijając się do oblężonego Lwowa, pod którym, z resztkami 24 Dywizji Piechoty, wykrwawił się ostatecznie 20 września 1939.

## Formowanie i tradycje
Pułk sformowany został 9 października 1921 w garnizonie Jarosław jako organiczna jednostka artylerii 24 Dywizji Piechoty. W skład nowo powstałego oddziału weszły:
- dowództwo II dywizjonu artylerii konnej,
- III dywizjon 2 pułku artylerii polowej Legionów,
- III dywizjon 22 pułku artylerii polowej,
- bateria zapasowa 5 Lwowskiego pułku artylerii polowej.

Nowy pułk przejął tradycje bojowe byłych III dywizjonów.
III dywizjon 22 pułku artylerii polowej powstał we Francji i przybył do Polski w składzie 2 pap Armii Polskiej. Skierowany został na granicę Górnego Śląska. We wrześniu 1919 2 pap został przemianowany na 11 Kresowy pułk artylerii polowej i od lutego 1920 wziął udział w obejmowaniu Pomorza, skąd następnie odszedł na front wschodni. W sierpniowej kontrofensywie dywizjon w składzie 21 Dywizji Piechoty wspierał jej uderzenie na Kock.
III dywizjon 2 pułku artylerii polowej Legionów w składzie macierzystej dywizji od kwietnia 1919 walczył na froncie wschodnim. Walczył na przedmościu Borysowa i uczestniczył w obronie linii Berezyny. Od lipca 1920 w walkach odwrotowych do Dęblina, następnie po przerzuceniu w rejon Zamościa walczył z kawalerią Budionnego. Następnie wraz z dywizją wszedł do odwodu 2 Armii pod Białymstokiem, skąd wszedł w skład grupy uderzeniowej na Wilejkę i Mołodeczno.

## Okres międzywojenny
Pierwszy dywizjon dyslokowano w Radymnie, dwa następne w koszarach im. gen. Dąbrowskiego – wówczas w Muninie. W kwietniu 1922 całość została przeniesiona do koszar im. ks. Józefa Poniatowskiego w Jarosławiu.
W czwartek 14 sierpnia 1924 w Jarosławiu, w czasie strzelania, w trakcie ładowania armaty nastąpiła niekontrolowana eksplozja naboju, w następstwie której zginął por. Edmund Ambrozik, ciężkich obrażeń ciała doznali por. Stanisław II Machowski i plut. Zając, a lekkich obrażeń ciała doznał ogn. Friczy. Edmund Ambrozik (ur. 20 listopada 1898) od 1915 był żołnierzem I Brygady Legionów Polskich. W 1919 walczył w obronie Lwowa. Na porucznika został awansowany ze starszeństwem z dniem 1 czerwca 1920, 17 marca 1938 został pośmiertnie odznaczony Krzyżem Niepodległości.
W lipcu 1929, w rejonie miejscowości Dolina, w czasie strzelania pękła lufa jednego z dział. Zginęli kanonierzy Stanisław Nowakowski i Ignacy Kossak. Trzech pozostałych kanonierów z obsługi działa zostało ciężko rannych.
3 listopada 1929 w czasie zabawy w kasynie oficerskim por. Tadeusz Nowotny, odznaczony Krzyżem Walecznych, zastrzelił z rewolweru kpt. Stanisława Szafrana (ur. 30 kwietnia 1897), dowódcę 3. baterii. Bezpośrednio przed dokonaniem zabójstwa kapitan miał spoliczkować porucznika za niewłaściwe zachowanie się w stosunku do jego żony.
Z dniem 31 grudnia 1931 pułki artylerii polowej przemianowano na pułki artylerii lekkiej i pułk zmienił nazwę na 24 pułk artylerii lekkiej im. Króla Jana III Sobieskiego. Pod względem wyszkolenia był podporządkowany 10 Grupie Artylerii.
10 października 1938 Minister Spraw Wojskowych, gen. dyw. Tadeusz Kasprzycki, nadał 24 pal nazwę „24 Pułk Artylerii Lekkiej im. Króla Jana III Sobieskiego” oraz zarządził noszenie przez żołnierzy tego oddziału na naramiennikach kurtek i płaszczy, zamiast dotychczasowej numeracji, inicjałów „J3R” (Jan III Rex) z koroną.
| Obsada personalna i struktura organizacyjna w marcu 1939 | Obsada personalna i struktura organizacyjna w marcu 1939 |
| -------------------------------------------------------- | -------------------------------------------------------- |
| dowódca pułku                                            | płk dypl. Stefan Brzeszczyński                           |
| I zastęca dowódcy                                        | ppłk Tadeusz Michałowski                                 |
| adiutant                                                 | por. Bronisław Rębacz                                    |
| naczelny lekarz medycyny                                 | kpt. dr Stefan II Lewicki                                |
| starszy lekarz weterynarii                               | mjr dr Józef Włodzimierz Hrycykiewicz                    |
| młodszy lekarz weterynarii                               | por. Jan Podgórski                                       |
| oficer zwiadowczy                                        | por. Julian Tadeusz Pniewski                             |
| II zastępca dowódcy (kwatermistrz)                       | mjr Józef Krzeptowski                                    |
| oficer mobilizacyjny                                     | kpt. adm. (art.) Tadeusz Skwarczyński                    |
| zastępca oficera mobilizacyjnego                         | por. Władysław Jan Wójtowicz                             |
| oficer administracyjno-materiałowy                       | kpt. Adam Stabrawa                                       |
| oficer gospodarczy                                       | kpt. int. Michał Adolf Moskowityn                        |
| oficer żywnościowy                                       | chor. Roman Gallewicz                                    |
| dowódca plutonu łączności                                | p.o. ppor. Piotr Sokołowski                              |
| oficer plutonu                                           | ppor. Romuald Woronowicz                                 |
| dowódca szkoły podoficerskiej                            | kpt. Bolesław Tadeusz Jankowski                          |
| zastępca dowódcy                                         | por. Roman Modest Chmielowski                            |
| dowódca plutonu                                          | por. Marian Emil Bachmatiuk                              |
| dowódca plutonu                                          | ppor. Aleksander Wojciech Bartkowski                     |
| dowódca I dywizjonu                                      | mjr Jerzy Ludwik Paweł Henneberg                         |
| dowódca 1 baterii                                        | por. Stanisław Mazurek                                   |
| dowódca plutonu                                          | chor. Gustaw Brożek                                      |
| dowódca 2 baterii                                        | kpt. Artur Józef Kasprzyk                                |
| dowódca plutonu                                          | ppor. Wacław Marcin Tomaszewski                          |
| dowódca II dywizjonu                                     | mjr Antoni Stanisław Tomaszewski                         |
| dowódca 5 baterii                                        | kpt. Jan Czesław Bielecki                                |
| dowódca plutonu                                          | ppor. Jan Wojciech Gajkiewicz                            |
| dowódca plutonu                                          | chor. Stefan Kobielski                                   |
| dowódca 6 baterii                                        | kpt. Julian Antoni Tokarz                                |
| dowódca plutonu                                          | ppor. Jan Puch                                           |
| dowódca III dywizjonu                                    | mjr Mieczysław I Czech                                   |
| dowódca 7 baterii                                        | kpt. Stefan Leon Anlauf                                  |
| dowódca plutonu                                          | ppor. Jan Wiszniewski                                    |
| dowódca 8 baterii                                        | kpt. Tadeusz III Wiszniewski                             |
| dowódca plutonu                                          | ppor. Mirosław Paweł Wyszyński                           |
| na kursie                                                | mjr Władysław Józef Marian Orzelski                      |
| na kursie                                                | kpt. Kazimierz Marian Grzegorz Górski                    |

## Mobilizacja
24 pułk artylerii lekkiej w garnizonie Jarosław mobilizował pododdziały i oddziały w dwóch rodzajach mobilizacji, w trzech grupach i trzech terminach.
W ramach mobilizacji alarmowej w grupie czerwonej w czasie od A+28 do A+48 od 27 sierpnia 1939 zmobilizował: 
- III dywizjon 40 pułku artylerii lekkiej,
- dowództwo 40 pułku artylerii lekkiej,
- samodzielny patrol meteo nr 40.

W ramach I rzutu mobilizacji powszechnej 31 sierpnia od godz. 16:00 zmobilizował w terminie do 5 i 6 dnia mobilizacji 24 pal na etatach wojennych, z pełnym ukompletowaniem wojennym, oraz do 6 dnia mobilizacji pododdziały dywizyjne:
- kolumnę taborową parokonną nr 20,
- warsztat taborowy parokonny nr 17.

W ramach II rzutu mobilizacji powszechnej mobilizował:
- baterię marszową 24 pułku artylerii lekkiej, w terminie X+4,
- Ośrodek Zapasowy Artylerii Lekkiej nr 10, w terminie X+6[17].

Zarówno mobilizacja alarmowa jak i powszechna odbywały się częściowo poza koszarami. Dywizjon III/40 pal mobilizowano we wsi Chłopice pod Jarosławiem. W trakcie mobilizacji powszechnej część baterii mobilizowała się również w okolicznych wsiach np. 2 bateria w Mininach, 6 bateria w Morawsku, 9 bateria w Tuczempach. W trakcie mobilizacji alarmowej mobilizacja przebiegła w sposób prawidłowy i bez zakłóceń. W trakcie mobilizacji 24 pal w ramach I rzutu mobilizacji powszechnej stawiennictwo szeregowych rezerwistów było wzorowe. Stawiennictwo oficerów rezerwy było nieterminowe; opóźniły się pobór koni i dostawa amunicji do pułku. Opóźnienia te nie pozwoliły osiągnąć gotowości marszowej przed wyznaczonym tabelami czasem, pomimo prób przyspieszenia tych czynności rozkazem dowódcy Okręgu Korpusu nr X. Brakowało specjalistów w pułku, brakowało radiostacji. W trakcie mobilizacji macierzysta 24 Dywizja Piechoty stanowiła odwód Naczelnego Wodza. Od 3 września została przydzielona do Armii „Karpaty”. Dopiero 4 września, ze względu na trudności transportowe, przybyła do Jarosławia duża grupa oficerów rezerwy, co pozwoliło na obsadzenie stanowisk oficerskich w dywizjonach pułku. Przybyła też wreszcie koleją amunicja z magazynów w Przemyślu oraz brakujące konie z poboru. Większości koni już nie zdołano podkuć.

## 24 pal w kampanii wrześniowej

### Działania bojowe

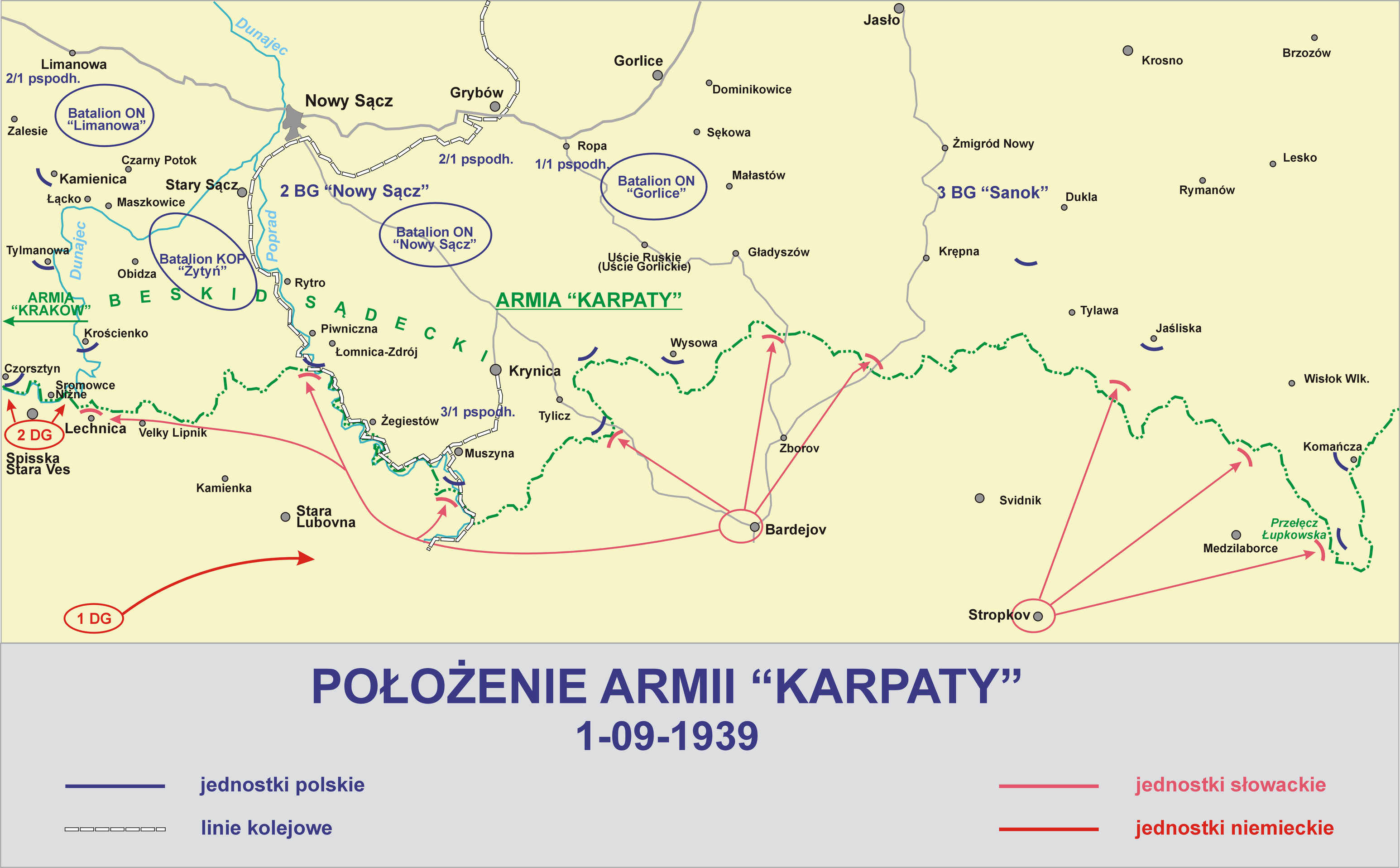
Pułk walczył w składzie armii od 7 września 1939

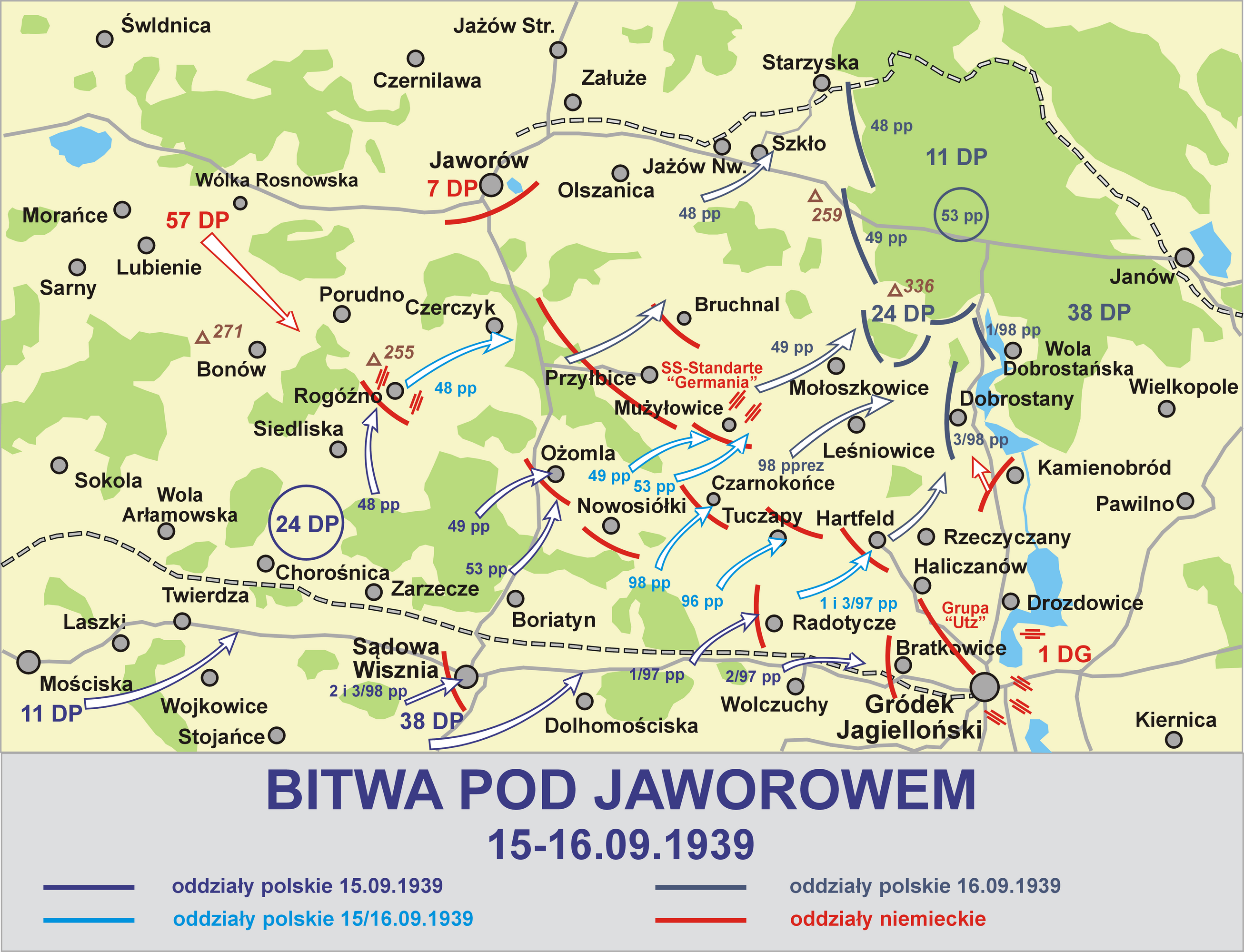

W nocy 4/5 września załadowano do transportów kolejowych I dywizjon 24 pal, który odjechał o godz. 4:00 5 września ze stacji w Jarosławiu. Wieczorem 5 września, również na stacji w Jarosławiu, załadowano do transportu kolejowego III dywizjon 24 pal, który odjechał o godz. 22:00 do miejsca koncentracji 24 DP nad Dunajcem. 6 września rano na stacji kolejowej Czarna wyładowano dowództwo 24 pal i I dywizjon armat. Następnie odmaszerowano do macierzystej dywizji. I/24 pal wraz z 24 dywizjonem artylerii ciężkiej wszedł w skład grupy artylerii pod dowództwem ppłk. Tadeusza Michałowskiego. Z I dywizjonu wyłączono 2 baterię armat i przydzielono do 39 pułku piechoty, na odcinku obrony Dunajca od ujścia rzeki Białej poprzez Zbylitowską Górę do Zgłobic. Zgodnie z rozkazem dowódcy armii gen. dyw. Kazimierza Fabrycego, nową linię obrony zaczęto organizować na Wisłoku, z uwagi na co w nocy 6/7 września rozpoczęto wycofywać 24 DP z dotychczas zajmowanych pozycji nad Dunajcem. W kolumnie głównej dywizji, po trasie Łowczów, Zwiernik, Pilzno, miał maszerować I/24 pal (bez 2 baterii) i dowództwo 24 pal. W kolumnie 39 pp, po trasie Tarnów, Machowa, Pilzno, maszerowała bateria 2/24 pal. 7 września w nocy na dworcu w Jarosławiu II dywizjon rozpoczął załadunek do transportów kolejowych. Jako pierwsza odjechała 5 bateria. O świcie 7 września, gdy 4 bateria oczekiwała na odjazd w transporcie i 6 bateria z dowództwem II dywizjonu kończyły załadunek, dworzec kolejowy i najbliższa okolica zostały zbombardowane przez niemieckie lotnictwo. Po pierwszym ataku opanowano panikę i kontynuowano załadunek. Po godzinie nastąpiło drugie bombardowanie, które zniszczyło dworzec, najbliższą okolicę, zniszczyło też infrastrukturę kolejową, rampy, tory kolejowe; rozbiciu uległa część wagonów kolejowych, część okolicznych budynków płonęła. II dywizjon poniósł znaczne straty; zginęło kilku kanonierów i oficerów, wielu rozbiegło się i rozproszyło; nie powrócili już oni do dywizjonu. Z uwagi na niemożliwość dalszej jazdy, o godz. 12:00 II dywizjon, wraz 4 i 6 baterią, wyładował się z wagonów, zabierając resztę ocalałego sprzętu i broni, i odmaszerował do miejsca koncentracji. W miejscu koncentracji, ok. 10 km od Jarosławia, w bateriach 4 i 6 brakowało 50% kanonierów i 40% koni.   
7 września rano III dywizjon został wyładowany na stacji kolejowej Sędziszów Małopolski – z uwagi na nieprzejezdność torów kolejowych. Marsz III/24 pal wykonał w kierunku Ropczyce, Dębica, w stronę macierzystej 24 DP. I/24 pal (bez 2 baterii) podjął samodzielnie marsz poza kolumną główną dywizji, przez most na rzece Białej przed Tuchowem, Skrzyszów, dotarł na południe od Dębicy, gdzie zajął stanowiska ogniowe. Wraz z 39 pułkiem piechoty maszerowała 2 bateria; na wschodnim brzegu Wisłoki po południu dołączyła do macierzystego I/24 pal. Po południu do 24 DP dołączył również w okolicach Dębicy III/24 pal. 9 bateria haubic wsparła 39 pp w obronie linii Wisłoki na jej wschodnim brzegu w rejonie lasu Połomeja; reszta III dywizjonu zajęła stanowiska na wschód od Dębicy. 24 DP weszła w skład Grupy Operacyjnej gen. bryg. Kazimierza Łukoskiego. 8 września II/24 pal (bez 5 baterii) ok. godz. 1:00 po uporządkowaniu baterii podjął marsz w kierunku zachodnim. 5/24 pal, z uwagi na zniszczenie torów kolejowych przez bombardowania lotnicze, wyładowała się z transportu. Zawróciła w kierunku Jarosławia. W Jarosławiu została wcielona do Grupy „Jarosław” ppłk. Jana Wójcika, która miała bronić Jarosławia i Radymna. 24 DP, po stratach w trakcie marszu, podjęła dalszy odwrót za rzekę Wisłok. I/24 pal podjął marsz w kierunku Rzeszowa; poszczególne działony jechały w znacznych odległościach od siebie, co znacznie rozciągnęło kolumnę marszową dywizjonu. Po zebraniu I dywizjonu otrzymał on rozkaz udania się do Dynowa. 9/24 pal maszerowała wraz z 39 pp poprzez Połomeję, Kamieniec, Wielopole Skrzyńskie, gdzie w południe zatrzymała się na postój. III/24 pal (bez 9 baterii) wraz z III/40 pal (bez 7 i 8 baterii) maszerowały samodzielnie poprzez Wielopole Skrzyńskie, Strzyżów, Wysoką Strzyżowską. Po przybyciu do Wysokiej Strzyżowskiej ok. godz. 16:00 po krótkim wypoczynku pomaszerowały przez Węglówkę w kierunku Baryczy. 9 bateria wraz z 39 pp po krótkim odpoczynku w lasach Kozłówek o świcie 9 września doszła do Węglówki.     
9 września, po dziennym postoju w lesie niedaleko Kańczugi, o godz. 18:00 sformowano kolumnę marszową II dywizjonu armat. Mjr Józef Krzeptowski zamierzał dołączyć do 24 DP i pomaszerować na zachód. Ze względu na zatłoczenie dróg, podjęto decyzję marszu na południe w kierunku Pruchnika. Przed zmierzchem kolumna II/24 pal została zaatakowana przez pododdział z niemieckiej 4 Dywizji Lekkiej. Po krótkiej chaotycznej walce dywizjon został rozbity i rozproszony, a sprzęt i armaty uległy rozbiciu. 10 września o godz. 2:00 39 pp wraz z 9/24 pal pomaszerował w kierunku Baryczy. Z uwagi na zablokowanie drogi marszu przez oddziały 11 Dywizji Piechoty, za San pomaszerowano przez wieś Wara. O świcie do Dynowa doszedł I/24 pal i dowództwo 24 pal; dywizjon armat zajął stanowiska pod Bartkówką. III/24 pal (bez 9 baterii) i III/40 pal (bez 9 i 8 baterii) o godz. 9:00 przekroczyły San pod Warą i dołączyły do I dywizjonu 24 pal. Rano 9 września pod Bartkówką do III/24 pal dołączyła 9/24 pal. Rozkazem dowódcy GO gen. bryg. Orlika-Łukoskiego, 24 DP podjęła odwrót w rejon Niżankowic, przez Birczę. Za kolumną główną 24 DP ok. godz. 23:00 sformowano kolumnę marszową artylerii pod dowództwem ppłk. Władysława Kaliszka, dowódcy Artylerii Dywizyjnej 24 DP. Jej głównymi siłami był 24 pal (bez II dywizjonu) pod dowództwem ppłk. Tadeusza Michałowskiego. Ponadto w skład kolumny wchodził zbiorczy dywizjon artylerii ciężkiej mjr Stanisława Rogoża, bateria 7/40 pal. Zgrupowanie artylerii maszerowało poprzez Lipę Dolną, Malawę, Birczę, Wolę Korzeniecką, Łodzinkę Górną. Zgrupowanie artylerii było ubezpieczane przez dwa zbiorowe bataliony 38 pułku piechoty, które stanowiły straż przednią i straż tylną.
W godzinach popołudniowych 11 września piechota 24 DP zajęła stanowiska na zachodnim skraju lasów, na wschód od Birczy. Dowódca III/40 pal mjr Antoni Tomaszewski został dowódcą zgrupowania artylerii w składzie I dywizjon 24 pal i III dywizjon 40 pal (bez 8 i 9 baterii). Zgrupowanie mjr. Tomaszewskiego i III/24 pal zajęły stanowiska przy szosie Łodzianka Dolna-Niżankowice. Stanowiska ogniowe I/24 pal znajdowały się na północ od Łodzianki Dolnej, po obu stronach potoku, a 7/40 pal w Łodziance Dolnej; 24 dac wchodził w skład grupy artylerii ppłk. Tadeusza Michałowskiego i zajął stanowiska ogniowe pomiędzy Cisową, a Posadą Rybotycką. Zadaniem zgrupowania artylerii mjr. Tomaszewskiego i 24 dac było wsparcie odcinka obrony w rejonie wzg. 482. Przeciwnikiem 24 DP była niemiecka 2 Dywizja Górska. Od świtu 12 września artyleria niemieckiej 2 DG rozpoczęła ostrzał pozycji artylerii 24 DP w rejonie Łodzinki Dolnej. Natarcie niemieckiej piechoty, pomimo wsparcia obrony artylerią, zdobyło wzg. 482 i Łodziankę Górną. Kontratak piechoty 24 DP, przy silnym wsparciu całej artylerii, doprowadził do odbicia Łodzianki Górnej, ale kontratak zaległ przed wzg. 482. O godz. 13:30 oddziały polskiej piechoty, po poniesieniu dużych strat osobowych, wycofały się na pozycje wyjściowe. Na oddziały 24 DP uderzyło lotnictwo bombowe, w wyniku czego artyleria poniosła duże straty. Zniszczeniu uległy baterie 1 i 7 z 24 pal. Po kolejnym artyleryjskim ostrzale, natarcie na pozycje 24 DP wykonała niemiecka piechota. W jej wyniku przełamano obronę oddziałów piechoty i odcięto część oddziałów 24 DP, w tym artylerii, w rejonie Posady Rybotyckiej. Odcięte zgrupowanie mjr. Antoniego Tomaszewskiego wycofało się do Cisowej. W walkach tych poległ ppor. Aleksander Bartkowski. W nocy 12/13 września 24 DP rozpoczęła odwrót w kierunku Przemyśla. Artyleria wycofać się miała pod dowództwem ppłk. Władysława Kaliszka do Niżankowic; pozostałość zgrupowania mjr. Antoniego Tomaszewskiego do Kruhela Małego.           
13 września o świcie III/24 pal z 8 i 9 bateriami haubic zajął stanowiska ogniowe na zachodnich skrajach Niżankowic; I/24 pal z 2 i 3 bateriami armat zajął stanowiska ogniowe w Kurhelu Małym, z kierunkiem strzału na Prałkowice. Zgodnie z rozkazem dowódcy Frontu Południowego gen. broni Kazimierza Sosnkowskiego, w nocy 13/14 września nastąpił przemarsz w rejon Tyszkowic zgrupowania artylerii pod dowództwem ppłk. Władysława Kaliszka. Przemarsz prowadzono w dwóch kolumnach: zgrupowanie mjr. Antoniego Tomaszewskiego (III/40 pal z 7 baterią) i (I/24 pal bez 1 baterii) poprzez Tatarską Górę, omijając Przemyśl do lasów koło Medyki; zgrupowanie ppłk. Kaliszka z III/24 pal (bez 7 baterii) i dowództwo 24 pal poprzez Hermanowice, Drozdowice, Stroniowice Boratycze do lasu Tyszkowice; przemarsz tego zgrupowania osłaniał batalion zbiorczy 38 pp mjr. Józefa Böhma. 14 września rano zgrupowanie ppłk. Kaliszka zajęło stanowiska po zachodnich krańcach lasu. Zgrupowanie mjr Tomaszewskiego w południe dotarło w pobliże Medyki – jak się okazało, błędnie tam skierowane. Na rozkaz spotkanego tam gen. broni Kazimierza Sosnkowskiego, zgrupowanie podjęło marsz do Husakowa. W godzinach południowych na stanowiska piechoty 24 DP, w rejonie Tyszkowice, Boratycze, Chodnowice i Popowice, natarcie wykonała niemiecka 2 DG, która została powstrzymana przez piechotę i zgrupowanie artylerii 24 DP ppłk. Kaliszka z nowych stanowisk ogniowych. Ciężkie walki trwały do ok. godz. 19:00, w których uczestniczyły baterie 24 pal. W trakcie walk stanowiska artylerii zostały ostrzelane przez artylerię niemiecką i zaatakowane przez lotnictwo bombowe. W wyniku tych ataków ucierpiały też baterie 24 pal. Ok. godz. 17:00 zgrupowanie mjr. Tomaszewskiego dotarło do przedmieść Husakowa, który był dwukrotnie atakowany przez niemieckie bombowce i płonął. Zajęto stanowiska poza Husakowem. Ok. godz. 20:00 zgrupowanie artylerii mjr Tomaszewskiego, zgodnie z rozkazem dowództwa 24 DP, wyruszyło w marsz nocny z Husakowa w kierunku Balic, w pobliżu Mościsk. O godz. 21:00 III/24 pal zwinął stanowiska ogniowe i wyruszył poprzez Husaków w rejon Mościsk.    
15 września rano zgrupowanie mjr. Tomaszewskiego, po dotarciu do Mościsk, nowym rozkazem skierowano w okolice Chorośnicy. Zgrupowanie to zostało podporządkowane dowódcy pułku zbiorowego ppłk. Władysławowi Ziętkiewiczowi. Również w ten rejon dotarł III/24 pal i dowództwo pułku. W Chorośnicy, po dołączeniu zagubionej pod Tuchowem baterii 8/40 pal z dwoma haubicami, rozdzielono dywizjony I/24 pal i III/40 pal. Zgodnie z rozkazem gen. Sosnkowskiego, 24 DP podjęła marsz przez Sądową Wisznię w kierunku Lasów Janowskich. Za 11 Dywizją Piechoty miała maszerować 24 DP, w kolumnie za 39 pp maszerował 24 pal i pozostałości 24 dac. 16 września w godzinach popołudniowych 24 pal i resztki 24 dac zajęły stanowiska ogniowe na północ od dworu Mołoszkowice, z zadaniem wsparcia piechoty 24 DP w lesie Na Chmurowem. Stanowiska zajęto na południowym skraju Lasów Janowskich. III/24 pal liczył w obu bateriach tylko 4 haubice. Od świtu 17 września 24 pułk odpierał ataki grupy bojowej niemieckiej 1 DG na oddziały 24 DP. Wszystkie niemieckie natarcia zostały odparte przez piechotę i artylerię, ze stratą 25% stanów osobowych oraz uzbrojenia i sprzętu. Na rozkaz baterie 24 pal oderwały się od nieprzyjaciela i o godz. 18:00 podjęły marsz drogą janowską; do nich dołączyła bateria 7/40 pal. 18 września po północy, 24 pal w kolumnie dywizji zatrzymał się na krótki postój w Janowie. Ok. godz. 3:00 podjęto dalszy marsz po zatłoczonych drogach poprzez Stradacz, folwark Jamelna, Domażyr, Kozice do Rzęsnej Ruskiej. Bateria 2/24 pal po wyjściu z Janowa zmyliła drogę i pomaszerowała przez Łozinę, Dąbrowicę do wsi Młynki; tam dostała się do niemieckiej niewoli. Maszerująca kolumna 24 DP w kierunku Lwowa w rejonie Rzęsnej Ruskiej napotkała niemieckie stanowiska obronne. Piechota 24 DP, rano 18 września, podjęła natarcie na Rzęsną Ruską z rejonu Kozic. Bataliony piechoty wdarły się do wsi Rzęsna Ruska, folwarku Rzęsna Ruska i zaległy przed dworem Skitniki; bezpośredniego wsparcia udzieliły baterie 24 pal: 3 armat i połączona 8 z 9 haubic oraz 7 bateria haubic 40 pal. Działa strzelały ogniem na wprost z rejonu zarośli przy szosie do Lwowa. Walczono do zmroku 18 września nie osiągając całkowitego powodzenia, pomimo powolnych postępów natarcia. Rozkazem gen. Sosnkowskiego, dowódca 24 DP płk Bolesław Schwarzenberg-Czerny rozkazał zniszczyć wieczorem pozostałe działa 24 pal i 40 pal i przejść w nocy 18/19 września do Lasów Brzuchowickich. W trakcie dalszych walk większość żołnierzy 24 pal dostała się do niewoli niemieckiej. Część przebijała się przez linie sowieckie, nieliczni przedarli się do Lwowa. Te grupy dostały się do niewoli sowieckiej.          

#### Działania baterii 5/24 pal
Jedynie 5 bateria armat pod dowództwem kpt. Jana Bieleckiego skierowana została do składu Grupy „Jarosław” ppłk. Jana Wójcickiego, który organizował obronę Jarosławia i Radymna oraz obronę wschodniego brzegu Sanu na odcinku Radymno-Sieniawa. 9 września zajęła stanowiska ogniowe w rejonie Radymna, z zadaniem wsparcia obrony batalionu nadliczbowego 3 pułku piechoty Legionów „M” pod dowództwem kpt. Józefa Matheisa. Bateria, wraz z kompanią strzelecką batalionu „M”, wzmocnioną plutonem karabinów maszynowych i działkiem ppanc., osłaniała rejon Radymna od strony Przeworska. 10 września po walce o Radymno kompania batalionu „M” została wyparta z miasta; grupa bojowa 4 Dywizji Lekkiej sforsowała San; 5 bateria wycofała się w kierunku Duńkowic. Skierowana następnie na północ, podjęła marsz przez Tarnogród, Józefów; dołączyła najpierw do 21 Dywizji Piechoty Górskiej z GO „Boruta”, a następnie w rejonie Krasnobrodu do 23 Dywizji Piechoty. 19 września w Zielonem powstał improwizowany I dywizjon 23 pułku artylerii lekkiej, pod dowództwem kpt. Jerzego Kamińskiego, składający się z dwu baterii: czterodziałowej 6 baterii 22 pułku artylerii lekkiej oraz trzydziałowej 5 baterii 24 pułku artylerii lekkiej. 20 września w czasie natarcia na Tomaszów Lubelski baterie dywizjonu tworzyły obronę przeciwpancerną na południowy zachód od miasta. Po przerwaniu boju baterie wycofały się przez Rabinówkę z resztkami 75 pułku piechoty do lasu Podlesina pod Bełżcem. Następnie w nocy z 20 na 21 września przemaszerowały do lasu Sołokije, na północny wschód od Bełżca. Wieczorem 21 września, wobec beznadziejnej sytuacji, baterie rozwiązały się, niszcząc posiadane jeszcze armaty, tworząc trzy plutony konne. Nocą 21 na 22 września plutony te skierowały się na zachód poprzez Łosiniec, Wólkę Łosiniecką, Susiec, Rebizanty, przedzierając się przez Tanew do Puszczy Solskiej. Tam dostały się do niewoli niemieckiej.

### Oddział Zbierania Nadwyżek 24 pal
Po zmobilizowaniu 24 pal oraz dowództwa 40 pal i III/40 pal oraz dodatkowo innych pododdziałów przewidzianych planem mobilizacyjnym, z nadwyżek pozostałych w garnizonie rozpoczęto mobilizację Ośrodka Zapasowego Artylerii Lekkiej nr 10 pod dowództwem ppłk. Lubosława Krzeszowskiego. Na miejscu prowadzono w Jarosławiu mobilizację rezerwistów, koni i wozów do składu OZAL nr 10. Do 8 września OZN 24 pal w ramach OZAL nr 10 przebywał w koszarach w Jarosławiu, gdzie sformowano w dla potrzeb obrony linii Sanu w rejonie Jarosławia baterię bojową. Bateria artylerii lekkiej OZAL nr 10 weszła w skład Grupy „Jarosław” ppłk. Jana Wójcika, sformowanej z batalionów marszowych, bojowych i wystawionych przez Ośrodek Zapasowy 2 Dywizji Piechoty Legionów. Bateria dołączyła do II dywizjonu 40 pal; wraz z dywizjonem rozwinęła się na odcinku Koniaczów, Suchorów, Makowisko. Bateria wraz z II/40 pal wspierała batalion III/155 pułku piechoty. 11 września ok. godz. 11:00 grupa bojowa niemieckiej 2 Dywizji Pancernej sforsowała San, zmuszając do odwrotu grupę ppłk. Jana Wójcika. W trakcie odwrotu bateria bojowa OZAL nr 10 uległa rozbiciu. OZN 24 pal 8 września, ze względu na bombardowania, przeszedł do Suchorowa koło Jarosławia, następnie w składzie OZAL nr 10 pomaszerował w kierunku Tarnopola przez Rawę Ruską, Kamionkę Strumiłową, Złoczów, osiągając cel marszu 15 września. 16 września przesunięto go do Borków Wielkich, gdzie miał przystąpić do formowania dalszych baterii. 17 września, na wieść o wkroczeniu wojsk sowieckich, pomaszerował na Buczacz, z zamiarem przekroczenia granicy rumuńskiej. 24 września w rejonie Trembowli w większości dostał się do niewoli sowieckiej.  
| Struktura organizacyjna i obsada personalna we wrześniu 1939 | Struktura organizacyjna i obsada personalna we wrześniu 1939 |
| Dowództwo                                                    | Dowództwo                                                    |
| ------------------------------------------------------------ | ------------------------------------------------------------ |
| dowódca pułku                                                | ppłk art. Tadeusz Michałowski                                |
| adiutant                                                     | por. Bronisław Rębacz                                        |
| oficer łączności                                             | ppor. Roman Modest Chmielowski                               |
| oficer zwiadowczy                                            | ppor. Witold Wyszyński                                       |
| dowódca plutonu topograficzno-ogniowego                      | por. Marian Emil Bachmatiuk                                  |
| I dywizjon                                                   |                                                              |
| dowódca dywizjonu                                            | mjr Władysław Orzelski                                       |
| dowódca 1 baterii                                            | ppor. rez. Eugeniusz Wójcik                                  |
| dowódca 2 baterii                                            | ppor. Wacław Marian Tomaszewski                              |
| oficer zwiadowczy                                            | ppor. Edward Suchonek                                        |
| oficer ogniowy                                               | ppor. Władysław Dąbrowski                                    |
| dowódca 3 baterii                                            | ppor. Aleksander Bartkowski                                  |
| oficer ogniowy                                               | ppor. Adam Karnafel                                          |
| II dywizjon                                                  |                                                              |
| dowódca dywizjonu                                            | mjr Józef Krzeptowski                                        |
| dowódca 4 baterii                                            | ppor. Romuald Woronowicz                                     |
| oficer zwiadowczy                                            | ppor. rez. Jan Kazimierz Wiszniewski                         |
| oficer baterii?                                              | ppor. Mieczysław Skwarczyński                                |
| dowódca 5 baterii                                            | kpt. Jan Czesław Bielecki                                    |
| oficer baterii?                                              | ppor. Sławomir Król                                          |
|                                                              |                                                              |
| dowódca 6 baterii                                            | por. Jan Roth                                                |
| oficer baterii?                                              | ppor. rez. Władysław Kaliciak                                |
|                                                              |                                                              |
| III dywizjon                                                 |                                                              |
| dowódca dywizjonu                                            | mjr Mieczysław Czech                                         |
| adiutant                                                     | ppor. Włodzimierz Strzałkowski                               |
| lekarz                                                       | ppor. rez. lek. Marian Golarsz                               |
| dowódca 7 baterii                                            | ppor. Jan Wiszniewski                                        |
| dowódca 8 baterii                                            | por. Miron Budziński                                         |
| oficer zwiadowczy                                            | ppor. rez. Stanisław Ruebenbauer                             |
| oficer ogniowy                                               | ppor. Roman Halkiewicz                                       |
| dowódca 9 baterii                                            | kpt. Adam Stabrawa                                           |
| szef baterii                                                 | plut. Stanisław Gołębiowski                                  |
| podoficer gospodarczy                                        | plut. Kwiecień                                               |
| oficer zwiadowczy                                            | ppor. rez. Zenon Bolesław Wiatr                              |
| podoficer zwiadowczy                                         | kpr. pchor. rez. Władysław Dworak                            |
| oficer ogniowy                                               | ppor. rez. Bagiński                                          |
| dowódca I plutonu                                            | ppor. rez. Jan Emil Keller                                   |
| dowódca II plutonu                                           | ppor. rez. Zygmunt Jan Gołąbek,                              |
| dowódca II plutonu                                           | plut. pchor. rez. Julian Truszkiewicz                        |

## Symbole pułku

### Sztandar

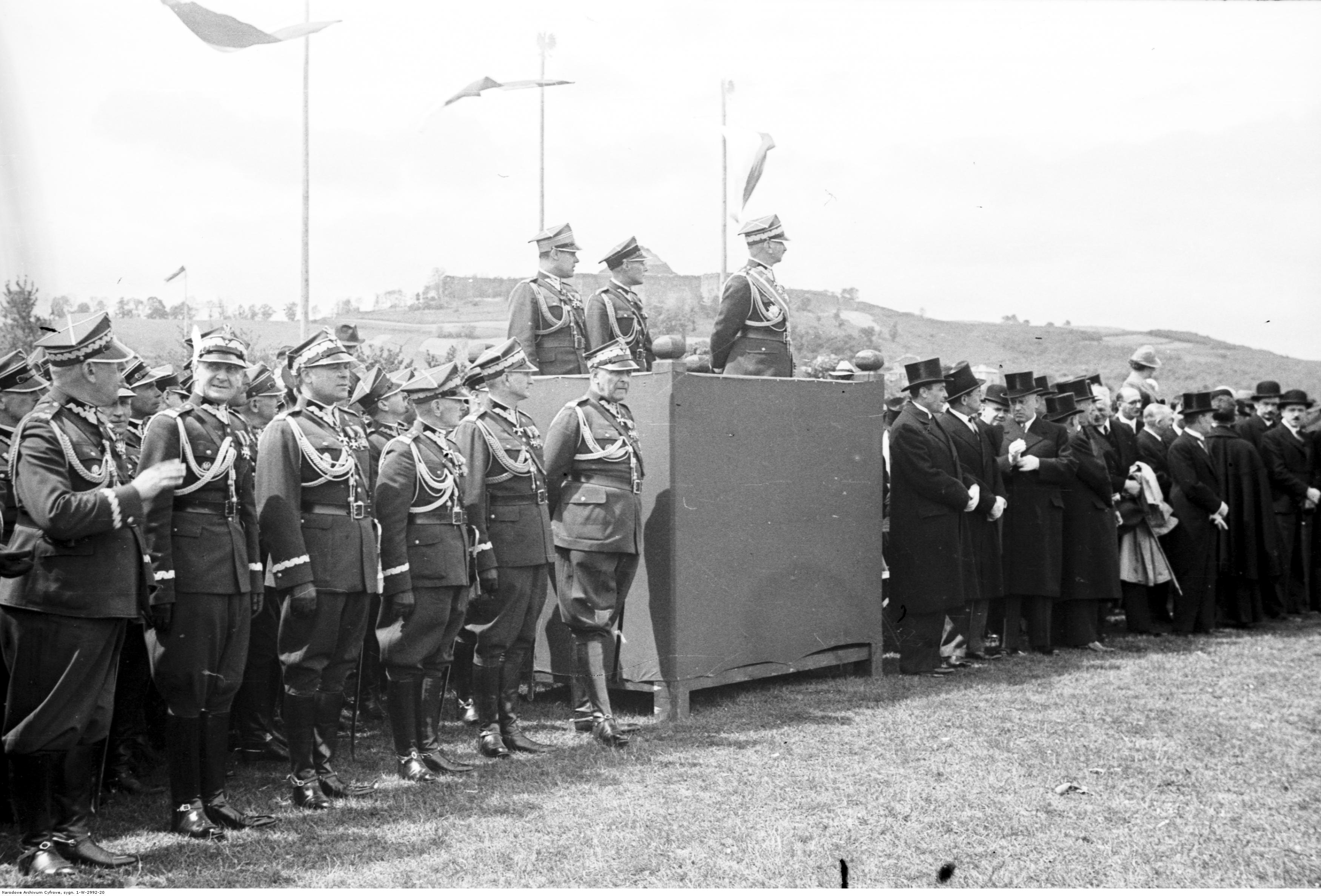
Wręczenie sztandarów pułkom artylerii na Krakowskich Błoniach 29 maja 1938 – gen. Juliusz Rómmel na trybunie, generalicja, goście

Sztandar – ufundowany przez społeczeństwo Jarosławia, wręczył gen. Juliusz Rómmel w Krakowie 29 maja 1938.

Sztandar został wykonany zgodnie z wzorem określonym w rozporządzeniu Prezydenta Rzeczypospolitej z dnia 13 grudnia 1927 o godłach i barwach państwowych oraz o oznakach, chorągwiach i pieczęciach.
Na prawej stronie płata znajdował się amarantowy krzyż, w środku którego wyhaftowano orła w wieńcu laurowym. Na białych polach, pomiędzy ramionami krzyża, znajdowały się cyfry 24 w wieńcach laurowych.

Na lewej stronie płata sztandarowego, pośrodku krzyża kawaleryjskiego, znajdował się wieniec taki sam jak po stronie prawej, a w wieńcu trzywierszowy napis „HONOR I OJCZYZNA”.
Wojenne dzieje sztandaru związane były z 202 dywizjonem marszowym 24 pułku artylerii lekkiej. Dywizjon ten opuścił jarosławski garnizon wioząc sztandar pułku na wozie kancelaryjnym. Po dostaniu się do niewoli 24 września, już pod konwojem żołnierzy sowieckich, podoficerowie dywizjonu pocięli go na kawałki. W czasie postoju przy drodze Darachów – Trembowla zakopany został po lewej stronie drogi. Dalsze jego losy nie są znane.

### Odznaka pamiątkowa
Ustanowiona i zatwierdzona została w kwietniu 1929 roku. Dwuczęściową odznakę stanowił pokryty zieloną emalią krzyż maltański, z czarną obwódką, srebrnym numerem i inicjałami pułku:
- na górnym ramieniu: 24,
- na dolnym ramieniu: PAP

Na środku krzyża nałożony był srebrny, oksydowany orzeł według godła państwowego z 1927 roku. Po 1931 roku zmieniono inicjały na PAL.
Prawo do noszenia odznaki uzyskiwali oficerowie i szeregowi pozostający w dywizjonach, z których powstał pułk: w ciągu trzech miesięcy na froncie lub rok poza frontem. W okresie pokojowym odznakę otrzymywali oficerowie i podoficerowie zawodowi po dwóch latach nienagannej służby, szeregowcy po roku.
Nadanie i wręczenie odznak odbywało się w dniu święta pułkowego i w dniu zwolnienia rocznika do rezerwy.

### Trąbka
4 maja 1929 roku pułk otrzymał symboliczną „trąbkę” – dar od powiatu opatowskiego.

### Święto
Święto pułkowe ustanowiono na dzień 4 maja – w rocznicę wjazdu w granice Polski oddziałów Wojska Polskiego powstałych we Francji. Obchodzone uroczyście, z udziałem zaproszonych gości, wojskowych i cywilnych, rozpoczynało się mszą polową. Po defiladzie odczytywano rozkaz dowódcy pułku, wręczano nagrody i odznaki strzeleckie oraz odznaki pułkowe. Odbywał się wspólny obiad z udziałem dowódcy, oficerów i zaproszonych gości. Święto kończyło się festynem i balem oficerskim.

## Żołnierze pułku
Dowódcy pułku
- ppłk art. Witold Poray-Kuczewski
- ppłk art. inż. Jan Langie (do VIII 1923 → Rezerwa Oficerów Sztabowych DOK VI[40])
- ppłk art. Aleksander Batory (VIII 1923[41] - 25 X 1924 → dowódca 8 pap)
- ppłk art. Eugeniusz Dąbrowski (od 25 X 1924[42])
- płk art. Edward d’Erceville (1932)
- płk dypl. art. Stefan Brzeszczyński (24 IV 1937– 15 V 1939 → attaché wojskowy w Moskwie)
- ppłk art. Władysław Kaliszek (VII – VIII 1939 → dowódca artylerii dywizyjnej 24 DP)
- ppłk art. Tadeusz Michałowski (VIII – IX 1939)

Zastępcy dowódcy pułku (od 1938 roku – I zastępca dowódcy)
- mjr / ppłk art. Wiktor Hein (1923 – IV 1928 → dowódca 2 d. pg. panc.[43])
- ppłk art. Mirosław Włodzimierz Brodziński[c] (IV 1928[43] – XII 1929 → dyspozycja dowódcy OK X[49])
- ppłk art. Władysław Gruiński (XII 1929 – VII 1935 → dowódca 11 pal)
- ppłk art. Włodzimierz Klewszczyński (VIII 1935[50] – 1938 → oficer sztabowy artylerii Flotylli Rzecznej MW)
- ppłk art. Tadeusz Michałowski (1 IX 1938 – VIII 1939 → dowódca 24 pal)

### Żołnierze 24 pułku artylerii lekkiej - ofiary zbrodni katyńskiej
Biogramy ofiar zbrodni katyńskiej znajdują się między innymi w bazach udostępnionych przez Ministerstwo Kultury i Dziedzictwa Narodowego oraz Muzeum Katyńskie.
| Nazwisko i imię      | stopień              | zawód             | miejsce pracy przed mobilizacją             | zamordowany |
| -------------------- | -------------------- | ----------------- | ------------------------------------------- | ----------- |
| Brożek Jan           | podporucznik rezerwy | inżynier rolnik   | Małopolskie Towarzystwo Rolnicze w Tarnowie | Katyń       |
| Gallewicz Roman      | chorąży              | żołnierz zawodowy |                                             | Katyń       |
| Gąsior Władysław     | podporucznik rezerwy | urzędnik          | Kasa Skarbowa Końskie                       | Katyń       |
| Kocowicz Tadeusz     | podporucznik rezerwy | lekarz weterynarz | praktyka w Poddębicach                      | Katyń       |
| Obfidowicz Karol     | podporucznik rezerwy | prawnik           |                                             | Katyń       |
| Ochab Józef          | podporucznik rezerwy |                   |                                             | Katyń       |
| Ornatowski Tadeusz   | podporucznik rezerwy |                   | student prawa UJK                           | Katyń       |
| Potascher Ignacy     | podporucznik rezerwy | prawnik           |                                             | Katyń       |
| Słysz Stefan Jerzy   | podporucznik rezerwy |                   | Stacja PKP Ustrzyki Dolne                   | Katyń       |
| Winiarz Stanisław    | podporucznik rezerwy |                   |                                             | Katyń       |
| Wyrobek Kazimierz    | podporucznik rezerwy |                   | „Pionier” SA we Lwowie                      | Katyń       |
| Zieliński Tadeusz    | kapitan rezerwy      |                   | Magistrat m. Jarosławia                     | Katyń       |
| Czaja Leon Staniław  | podporucznik rezerwy | urzędnik          | Urząd Katastralny w Cieszanowie             | Charków     |
| Domagała Marian      | podporucznik rezerwy | technik           |                                             | Charków     |
| Duda Eugeniusz       | podporucznik rezerwy |                   |                                             | Charków     |
| Iwaszkiewicz Wacław  | porucznik rezerwy    | inżynier rolnik   | wł. majątku Moszczanica Wielka              | Charków     |
| Wiszniewski Jan      | podporucznik         | żołnierz zawodowy |                                             | Charków     |
| Witkiewicz Adam      | porucznik rezerwy    | ziemianin         | (e)                                         | Charków     |
| Bagiński Zygmunt     | podporucznik rezerwy |                   |                                             | student PL  |
| Orlewski Stanisław   | porucznik rezerwy    | inż. leśnictwa    | leśnictwo Kozielniki                        | ULK         |
| Spólnicki Franciszek | podporucznik         | sędzia,           | Sąd Grodzki w Kałuszu                       | ULK         |
| Tarnowski Ignacy     | kanonier             |                   | osadnik wojskowy w Weteranówce              | ULK         |
| Wiszniewski Tadeusz  | kapitan              | żołnierz zawodowy |                                             | ULK         |